# Bergantino
Bergantino (Bergantin in veneto e in dialetto ferrarese) è un comune italiano di 2 337 abitanti della provincia di Rovigo in Veneto, situato ad ovest del capoluogo. La cittadina è situata nelle immediate vicinanze dell'argine sinistro del fiume Po, parallelamente all'ansa più accentuata del corso d'acqua. Pur trovandosi a soli 15 m s.l.m., Bergantino è il comune più alto della provincia di Rovigo.

## Storia
La nascita dell'abitato è legata più ad una leggenda che si tramanda da secoli che alle notizie storiche. La leggenda narra di un brigantino pirata, da cui Bergantino, il nome della cittadina, il quale solcava le acque del Po e che arenatosi in questo punto diede vita alla nuova comunità. È più probabile che, essendo il fiume luogo di passaggio, ci fosse una comunità dedita ad attività di banditismo da cui risalire ai briganti che potrebbero aver dato nome alla comunità.
Il Comune, nella seconda metà del 1900, diede l'incarico al maestro Adriano Franceschini di recuperare fonti storiche autorevoli del periodo medievale riguardanti le vicende locali, e questo portò lo studioso ferrarese ad iniziare un importante lavoro di ricerca sulla popolazione contadina altopolesana negli archivi e nelle biblioteche di tutta la zona che produsse, tra gli altri, il volume: Giurisdizione episcopale e comunità rurali altopolesane : Bergantino, Melara, Bariano, Trecenta.

### Simboli
Lo stemma del comune di Bergantino è stato riconosciuto con D.P.C.M. del 10 febbraio 1955.
Il gonfalone, concesso con decreto del presidente della Repubblica del 26 giugno 1955, è costituito da un drappo di azzurro.

## Monumenti e luoghi d'interesse
Il patrimonio storico ed artistico della cittadina è circoscritto a via Vittorio Emanuele e piazza Matteotti dove sorgono la chiesa parrocchiale ed i palazzi Diani e Strozzi.

### Architetture religiose
Chiesa arcipretale di San Giorgio
Originariamente edificata nel 1507, venne ricostruita nel 1673 in stile rinascimentale e presenta una architettura a tre navate affiancata da un campanile progettato e realizzato nel 1731 da Vincenzo Santini.

### Architetture civili
- Palazzo Diani, detto anche Castello Diani per le sue origini. Sorge sul lato settentrionale della piazza, caratterizzato da una torretta centrale eretta nel XV secolo da Giovanni Romei, nominato conte di Bergantino da papa Pio II,[9] sulle macerie di un fortilizio distrutto dai Veneziani nel 1482 durante la Guerra del Sale. Nel 1841 Carlo Diani, che ne divenne proprietario, fece togliere il ponte levatoio ed otturare la fossa che ancora circondava l'edificio.
- Palazzo Strozzi. Sorge sul lato meridionale della piazza. Caratterizzato da un elegante portale affiancato da un basso porticato, deriva da una serie di ampliamenti e rifacimenti di un casino di caccia del XVII secolo.

### Musei
Situato nel settecentesco Palazzo Strozzi in piazza Matteotti, il Museo della Giostra e dello Spettacolo Popolare è un museo, unico nel suo genere in Italia, nato nel 1999 per volontà del Comune e della Provincia di Rovigo e dedicato interamente al mondo dello spettacolo popolare itinerante, dalle origini legate alle fiere di paese alle giostre presenti nei moderni luna park.

## Società

### Evoluzione demografica
Abitanti censiti

## Economia
L'economia del Comune, oltre al settore agricolo, è basata principalmente sul settore dell'intrattenimento itinerante, ovvero sulle attrezzature da luna park, tanto da essere conosciuto anche come "il paese della giostra". Numerose sono infatti le aziende che operano da anni nel settore, progettando e realizzando giostre per il mercato italiano ed estero, contribuendo a fare dell'Italia uno dei più importanti produttori mondiali.

## Amministrazione
| Periodo | Periodo   | Primo cittadino   | Partito                                                       | Carica  | Note |
| ------- | --------- | ----------------- | ------------------------------------------------------------- | ------- | ---- |
| 1995    | 1999      | Laura Negri       | Partito Popolare Italiano                                     | Sindaco |      |
| 1999    | 2004      | Laura Negri       | Partito Popolare Italiano                                     | Sindaco |      |
| 2004    | 2009      | Antonio Fabbri    | Lista Civica (Centro-sinistra)                                | Sindaco |      |
| 2009    | 2014      | Giovanni Rizzati  | Lista Civica (Centro-destra)                                  | Sindaco |      |
| 2014    | 2019      | Giovanni Rizzati  | Lista Civica (Centro-destra)                                  | Sindaco |      |
| 2019    | 2024      | Lara Chiccoli     | Lista Civica "Bergantino Protagonista" (Centro-destra)        | Sindaco |      |
| 2024    | in carica | Adriano Stefanoni | Lista Civica "Bergantino Ancora Protagonista" (Centro-destra) | Sindaco |      |